# Mîronivșciîna, Lebedîn
Mîronivșciîna (în ucraineană Миронівщина) este un sat în comuna Hrînțeve din raionul Lebedîn, regiunea Sumî, Ucraina.

## Demografie
Componența lingvistică a localității Mîronivșciîna
     Ucraineană (100%)
Conform recensământului din 2001, toată populația localității Mîronivșciîna era vorbitoare de ucraineană (100%).